# Montez Coleman
Montez Elliot Coleman (* 23. Juli 1973 in St. Louis, Missouri; † 14. Januar 2022 ebenda) war ein US-amerikanischer Jazzmusiker (Schlagzeug).

## Leben und Wirken

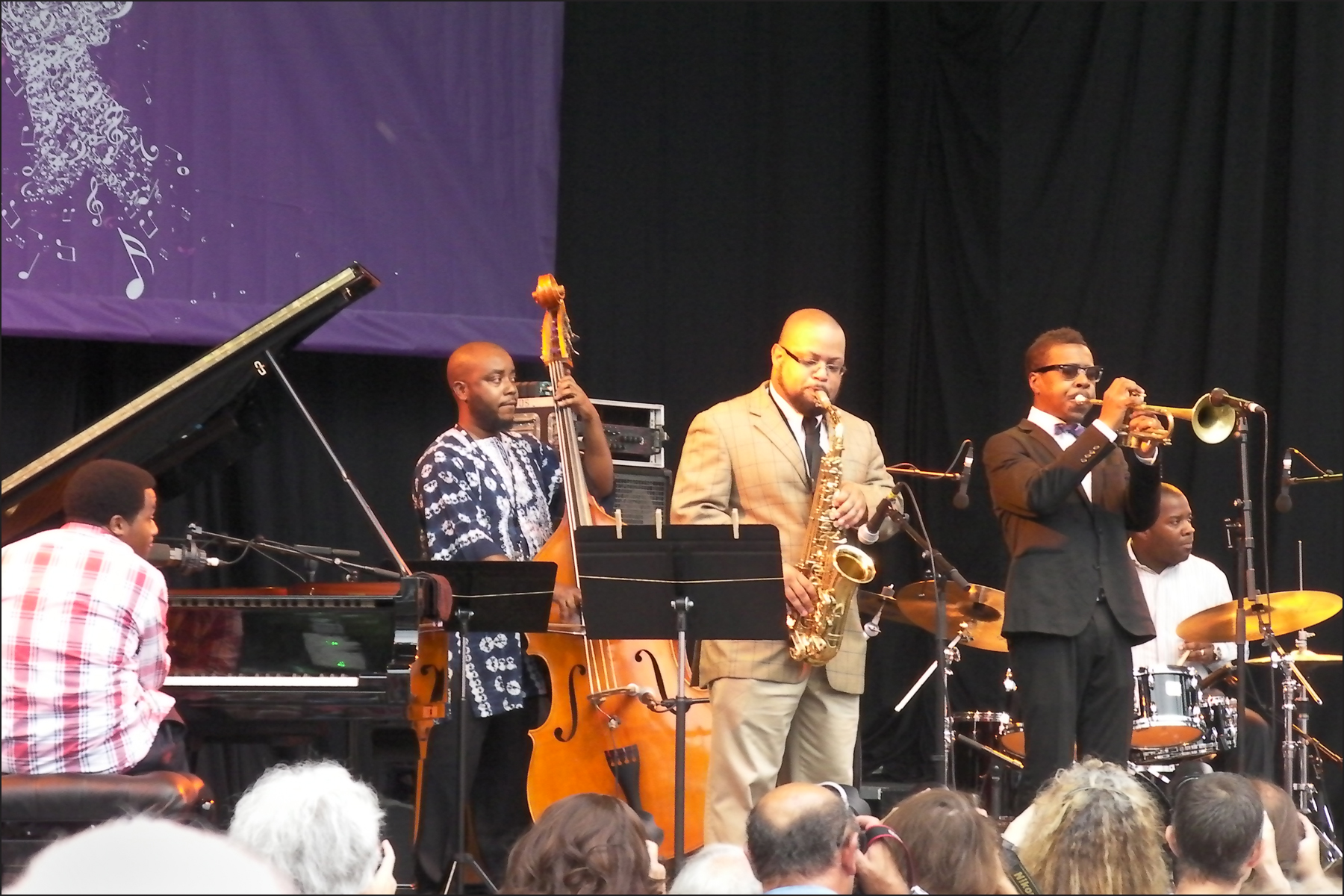
Montez Coleman (rechts) mit dem Roy Hargrove Quintett auf dem Nice Jazz Festival (2011), mit Jonathan Batiste, Ameen Salem und Justin Robinson

Coleman arbeitete ab Mitte der 1990er-Jahre in der Musikszene seiner Heimatstadt St. Louis; erste Aufnahmen entstanden 1997 mit Ahmad Alaadeen (Time Through the Ages). In den folgenden zwanzig Jahren spielte er mit Willie Akins, Reggie Thomas, Jeanne Trevor und Claus Raible. In New York spielte er als Sessionmusiker u. a. mit Russell Gunn, Bobby Watson, Rufus Reid, Gerald Cannon, Ron Westray, Derrick Gardner, Bill Cantrall, Roberta Gambarini, Russell Malone und Spike Wilner. Als Mitglied des Trios von Bruce Barth trat er im Jazzclub Smoke auf; ab 2007 gehörte er dem Roy Hargrove Quintett und auch dessen Bigband an, zu hören auf Alben wie Earfood (2008) und Live at the New Morning (2010). Im Bereich des Jazz war er laut Tom Lord zwischen 1997 und 2014 an 30 Aufnahmesessions beteiligt, zuletzt mit der F orm Bosman Twins (When Lions Roar) um die Saxophonisten Dwayne und Dwight Bosman.
2014 trat Coleman im New Yorker Jazzclub Smalls mit einem eigenen Quintett auf, dem Rick Germanson, Gerald Cannon, Christopher McBride und Marquis Hill angehörten. Zu Colemans festen Verbindungen gehörte eine Gruppe mit dem Bassisten Vincente Archer und dem Pianisten Bruce Barth, in der er noch 2021 ein gemeinsames Album aufgenommen hat. Coleman starb im Alter von 48 Jahren an den Folgen einer Herzinsuffizienz-Erkrankung im Barnes-Jewish Hospital in St. Louis.

## Diskographische Hinweise
- Willie Akins & Montez Coleman: The St. Louis Connection (2012)
- Russell Malone: Triple Play (MaxJazz, 2010)
- Bruce Barth: Daybreak (Savant, 2014)